# Levi Weeks

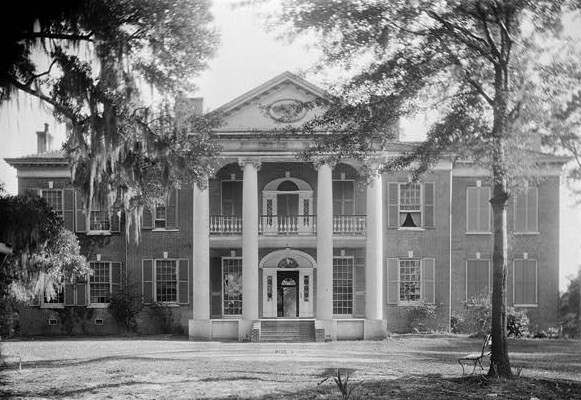
Mansión Auburn, fotografiada en 1936.

Levi Weeks (1776-1819) fue el acusado en el infame caso del Manhattan Well Murder en 1800, el primer juicio por asesinato en los Estados Unidos del que se conserva transcripción escrita. En el momento del asesinato, Weeks era un joven carpintero de Nueva York. Era hermano de Ezra Weeks, uno de los constructores más exitosos en el Nueva York de la época.

## Primeros años
Levi Weeks nació en 1776 en Greenwich, Massachusetts. Se mudó a la ciudad de Nueva York en 1798 para trabajar para su hermano mayor Ezra.

## Juicio por asesinato
Weeks fue acusado de asesinar a Gulielma "Elma" Sands, una joven que había estado cortejando. Elma desapareció al anochecer del 22 de diciembre de 1799. Algunas de sus posesiones fueron encontradas dos días más tarde cerca del recientemente creado Manhattan Well en Lispenard Meadows, ubicación hoy en el SoHo cerca de la intersección de Greene y Spring Streets. Su cuerpo fue recuperado del pozo el 2 de enero de 1800. Antes de dejar su pensión en el número 22, Elma dijo a su prima Catherine Sands que ella y Levi se casarían en secreto esa noche.
El juicio, el cual tuvo lugar entre el 31 de marzo y el 1 de abril de 1800, fue sensacionalista. A través de las conexiones y la riqueza de su hermano, Weeks fue asistido por tres de los abogados más prominentes de Nueva York, Henry Brockholst Livingston, Aaron Burr, y Alexander Hamilton. El Jefe de Justicia John Lansing, Jr. lo presidió y el futuro alcalde de Nueva York Cadwallader David Colden fue el fiscal.
A pesar de que Elma fue vista marchando con Weeks y un testigo reclamó haberle visto haciendo medidas en el pozo el domingo antes del asesinato, Weeks fue absuelto después de tan solo 5 minutos de deliberación del jurado.

## Vida después del juicio

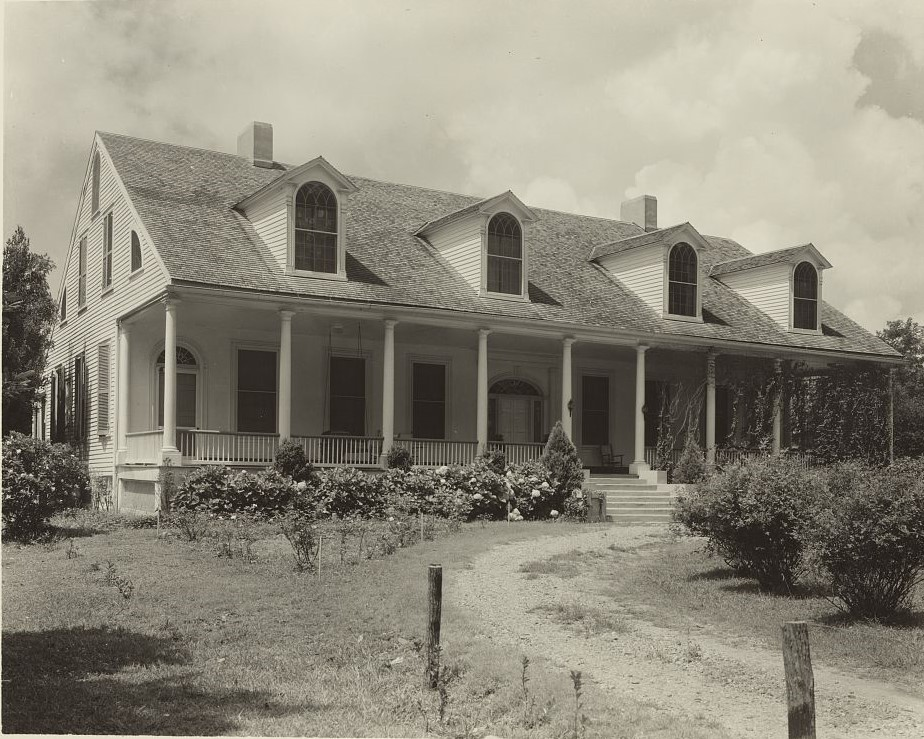
The Briars, Natchez vic., fotografiada por Frances Benjamin Johnston, 1938. Construida para el juez John Perkins Perkins. Arquitecto: Levi Weeks. Comprada por el juez James Kemp y dada a su hija en 1823 como regalo de boda cuando se casó con Wm. Burr Howell. Su hija Varina se casó con Jefferson Davis en esta casa en 1845.

El público discrepó fuertemente con el veredicto, y Weeks sufrió el ostracismo de los ciudadanos, forzándole a abandonar Nueva York. Finalmente se asentó en Natchez, Misisipi, donde se convirtió en un arquitecto y constructor muy respetado. Se casó con Ann Greenleaf en Natchez y tuvieron cuatro hijos.  Weeks murió allí en 1819, a los cuarenta y tres años. Una casa en Natchez diseñada por Weeks, Auburn Mansion, es un Hito Histórico Nacional.

## En la cultura popular
- El juicio es frecuentemente mencionado en la novela de 1973 Burr, de Gore Vidal.
- El episodio de CBS Radio Mystery Theater del 28 de marzo de 1978, "The Ghost in The Well," trata del juicio y absolución de Weeks, tal como lo cuenta el fantasma de Elma Sands.
- En el musical de 2015 Hamilton de Lin-Manuel Miranda, la canción "Non Stop" hace referencia al juicio. Sin embargo, Henry Brockholst no es mencionado en la canción. Además, la fecha del juicio está cambiada, teniendo lugar en algún momento sin especificar antes de la Convención de Filadelfia de 1787, durante el gobierno de los Artículos de la Confederación.